# 1519 Kajaani
1519 Kajaani este un asteroid din centura principală, descoperit pe 15 octombrie 1938, de Yrjö Väisälä.